# Tapinanthus malacophyllus
Tapinanthus malacophyllus är en tvåhjärtbladig växtart som först beskrevs av Engl. & K. Krause, och fick sitt nu gällande namn av Danser. Tapinanthus malacophyllus ingår i släktet Tapinanthus och familjen Loranthaceae. Inga underarter finns listade i Catalogue of Life.